# Deatte 5-byou de Battle
Battle Game in 5 Seconds (出会って5秒でバトル, Deatte Go-byō de Batoru) é um mangá japonês, escrito por Saizō Harawata e ilustrado por Kashiwa Miyako. É serializado na revista da editora Shogakukan, MangaONE e aplicativo e site Ura Sunday desde agosto de 2015. Uma adaptação de série de anime para televisão feita pelos estúdios SynergySP e Vega Entertainment (com animação CG pelo Studio A-Cat) estreou em julho de 2021.

## Sinopse

### Enredo
Akira Shiroyanagi era só um garoto colegial, viciado em videogames e doces, até que ele acaba se metendo em uma briga com uma misteriosa garota chamada Mion. Ela sequestra Akira e uma série de outras pessoas, apagando qualquer sinal de sua existência para o resto do mundo, e as usa como cobaias para testar estranhos poderes. Akira decide usar seu poder recém-recebido para escapar de sua situação e destruir a organização que o prendeu. Armados com habilidades inesperadas e poderes únicos, está começando um novo battle royale para a nova geração!

## Personagens
Akira Shiroyanagi (白柳啓, Shiroyanagi Akira)
Voz de: Ayumu Murase
Dublado por: Carloz Magno (Brasil);
Um estudante de 16 anos com notas excelentes, mas que gosta de jogos. Sua habilidade é chamada de "sofista" faz com que seu o inimigo acredita e imagine em sua cabeça, qualquer coisa, materializando instantaneamente, dando vantagens para o Akira.
Yuuri Amagake (天翔優利, Amagake Yūri)
Voz de: Aimi
Dublado por: Ana Helena de Freitas (Brasil);
Uma colegial de 17 anos que odeia a palavra "coincidência" porque pensa que todas as coisas que acontecem por coincidência levam a uma vida infeliz. Sua habilidade é chamada de "Deus Demônio" permite que ela multiplique sua força física em 5 vezes.
Mion (魅音)
Voz de: Mayumi Shintani
Dublado por: Jéssica Marina (Brasil);
Uma nekomimi sádica e cruel, ela está interessada em ver pessoas massacrando umas às outras para seu próprio prazer.

## Mídia

### Mangá

Capa do primeiro volume, com o personagem Akira Shiroyanagi

Battle Game in 5 Seconds é uma obea criado por Saizō Harawata. Harawata lançou a série pela primeira vez como um webcomic e um remake ilustrado por Kashiwa Miyako começou a publicação no aplicativo MangaONE da Shogakukan e no site Ura Sunday em 11 de agosto e 18 de agosto de 2015, respectivamente. A Shogakukan reuniu seus capítulos em volumes tankōbon lançado desde de 26 de fevereiro de 2016.

#### Lista de Volumes
| N.º | Data de lançamento      | ISBN              |
| --- | ----------------------- | ----------------- |
| 1   | 26 de fevereiro de 2016 | 978-4-091-27028-3 |
| 2   | 17 de junho de 2016     | 978-4-091-27308-6 |
| 3   | 19 de outubro de 2016   | 978-4-091-27384-0 |
| 4   | 17 de março de 2017     | 978-4-091-27549-3 |
| 5   | 19 de julho de 2017     | 978-4-091-27656-8 |
| 6   | 12 de dezembro de 2017  | 978-4-091-28047-3 |
| 7   | 19 de março de 2018     | 978-4-091-28219-4 |
| 8   | 19 de julho de 2018     | 978-4-091-28426-6 |
| 9   | 19 de outubro de 2018   | 978-4-091-28637-6 |
| 10  | 19 de fevereiro de 2019 | 978-4-091-28754-0 |
| 11  | 12 de junho de 2019     | 978-4-091-29231-5 |
| 12  | 11 de outubro de 2019   | 978-4-091-29416-6 |
| 13  | 19 de fevereiro de 2020 | 978-4-091-29588-0 |
| 14  | 18 de junho de 2020     | 978-4-098-50112-0 |
| 15  | 19 de novembro de 2020  | 978-4-098-50334-6 |
| 16  | 18 de março de 2021     | 978-4-098-50481-7 |
| 17  | 12 de julho de 2021     | 978-4-098-50620-0 |

### Anime
Em novembro de 2020, foi anunciado que o mangá receberia uma adaptação para anime.  A série é animada pelos estúdios SynergySP e Vega Entertainment e é dirigida por Nobuyoshi Arai e com Meigo Naito servindo como diretor-chefe, Tōko Machida é o responsável pelo roteiro, o Studio A-Cat está produzindo a animação em CG, e Tomokatsu Nagasaku e Ikuo Yamamoto lidando com os designs dos personagens. A música-tema de abertura, "No Continue", é interpretada por Akari Kitō, enquanto a música-tema de encerramento, "Makeibe Jikkyō Play" (負 け イ ベ 実 況 プ レ イ) , é interpretado por 15-sai para Seiko Oomori. Estreando em 13 de julho de 2021 nos canais Tokyo MX e BS11.
No Brasil e em Portugal a animação é transmitida simultaneamente pela Crunchyroll, e em todo o mundo, exceto os países da Ásia.  A Muse Communication licenciou a série no sul e sudeste da Ásia. O anime está sendo dublado em português brasileiro, inglês, espanhol, francês e alemão, a partir de 30 de agosto 2021, com sete semanas de diferença referente ao lançamento do episódio no Japão.

## Recepção
Em novembro de 2020, o mangá tinha 2 milhões de cópias em circulação.